# Сепаратизм в Судане
Сепаратизм в Судане — явление, вызванное стремлением ряда этнических групп, компактно проживающих на территории Суданa, к образованию независимых национальных государств. Южный Судан в 2011 году добился успеха в сецессии и был признан мировым сообществом.

## Южный Судан(в прошлом)
В период существования англо-египетского Судана (1898—1955 гг.) Великобритания старалась ограничить исламское и арабское влияние на Южный Судан, введя отдельное управление соответственно Севером и Югом Судана, а в 1922 году даже издав Акт о введении виз для суданского населения на передвижение между двумя регионами. Одновременно проводилась христианизация Южного Судана. В 1956 году было провозглашено создание единого суданского государства со столицей в Хартуме, а в управлении страной закрепилось доминирование политиков с Севера, пытавшихся проводить арабизацию и исламизацию Юга.
Подписание в 1972 году Аддис-абебского соглашения привело к прекращению 17-летней Первой гражданской войны (1955—1972) между арабским Севером и негроидным Югом и предоставлением Югу определённого внутреннего самоуправления.
Переговоры между повстанцами и правительством в 2003—2004 формально завершили 22-летнюю вторую гражданскую войну, хотя отдельные вооружённые столкновения в ряде южных районов имели место и позже. 9 января 2005 года в Кении было подписано Найвашское соглашение, предоставившее региону автономию, а лидер Юга Джон Гаранг стал вице-президентом Судана. Южный Судан получил право после 6 лет автономии провести референдум о своей независимости. Доходы от добычи нефти в этот период должны были, по соглашению, делиться поровну между центральным правительством и руководством южной автономии. Это несколько разрядило напряжённую обстановку. Однако 30 июля 2005 Гаранг погиб в результате крушения вертолёта, и обстановка вновь стала накаляться. Для урегулирования конфликта в сентябре 2007 года Южный Судан посетил Генеральный Секретарь ООН Пан Ги Мун. Международное сообщество ввело в зону конфликта миротворческие и гуманитарные силы. В течение 6-летнего временного периода власти юга организовали достаточно полный и эффективный контроль своей территории действующим Правительством Южного Судана со всеми министерствами, включая вооружённые силы и органы правопорядка. По всем оценкам, способность и желание неарабского региона жить самостоятельно не вызывали сомнения. В июне 2010 года США объявили, что будут приветствовать появление нового государства в случае положительного исхода референдума. Накануне референдума, 4 января 2011 года президент Судана Омар аль-Башир во время визита в южносуданскую столицу Джубу пообещал признать любые итоги плебисцита, и даже выразил готовность принять участие в официальных празднованиях по случаю образования нового государства, если на референдуме южане проголосуют за независимость. Кроме того, он обещал свободу перемещения между двумя странами, предложил помочь южанам создать безопасное и стабильное государство, а также организовать равноправный союз двух государств наподобие Евросоюза, если Юг обретёт независимость. В результате положительного исхода референдума новое государство было провозглашено 9 июля 2011 года. Ещё до этого, в июне 2011 г., начался пограничный конфликт в Южном Кордофане.

## Дарфур

Флаг Дарфура

В течение нескольких сотен лет существовал независимый султанат Дарфур. В 1899 он был присоединён к Судану англо-египетскими войсками. Область разделена на три штата: Западный Дарфур, Южный Дарфур и Северный Дарфур, которые объединены Временным Правительством Дарфура. Из-за геноцида местного негроидного населения (народности фур) арабскими вооружёнными отрядами Дарфур оказался в состоянии гуманитарной катастрофы и чрезвычайной ситуации с 2003 года.
В 2003 году против правительства Судана выступили две военизированные группировки: «Фронт освобождения Дарфура», позднее переименованное в Суданское освободительное движение (SLM/СОД) затем Суданская освободительная армия (SLA/СОА) (араб. حركة تحرير السودان‎) и «Движение за справедливость и равенство» (JEM). СОД/СОА состояло в основном из народностей фур, загава и масалитов и её боевые формирования действовали в основном в районе границы с Чадом. Движение за  справедливость и равенство в свою очередь состояло в основном из числа бывших сторонников исламистского лидера Хасана ат-Тураби.
В июле 2010 года должен был пройти референдум о будущем региона. Жителям предстояло ответить на вопрос хотят ли они, чтобы Дарфур состоял из трёх отдельных штатов или составлял один автономный регион Дарфур со своей конституцией и правительством.
31 июля 2007 г. — начало миротворческой операции.

## Восточный Судан
В Восточном Судане действует организация боевиков Восточный фронт (англ. Eastern Front)

## Суданская (Южная)Нубия
В северо-восточном Судане (исторической Южной Нубии) нубийцы имеют сепаратистско-ирредентистские настроения как и в Египте.